# Urban-Cycling-Weltmeisterschaften/Park der Frauen
Der Park-Wettbewerb der Frauen wird seit 2017 bei den Urban-Cycling-Weltmeisterschaften ausgetragen. Bei den bisherigen Ausgaben schwankte die Teilnehmerzahl stets zwischen 20 und 30. Es beteiligten sich über 20 Nationen, hauptsächlich aus Europa, Asien und Amerika.

## Palmarès
| Jahr | Austragungsort                      | Gold                                | Silber                              | Bronze                              |
| ---- | ----------------------------------- | ----------------------------------- | ----------------------------------- | ----------------------------------- |
| 2017 | Chengdu                             | Hannah Roberts                      | Lara Lessmann                       | Angie Marino                        |
| 2018 | Chengdu                             | Perris Benegas                      | Angie Marino                        | Hannah Roberts                      |
| 2019 | Chengdu                             | Hannah Roberts                      | Macarena Pérez                      | Charlotte Worthington               |
| 2020 | nicht ausgetragen (Corona-Pandemie) | nicht ausgetragen (Corona-Pandemie) | nicht ausgetragen (Corona-Pandemie) | nicht ausgetragen (Corona-Pandemie) |
| 2021 | Montpellier                         | Hannah Roberts                      | Nikita Ducarroz                     | Charlotte Worthington               |
| 2022 | Abu Dhabi                           | Hannah Roberts                      | Nikita Ducarroz                     | Iveta Miculyčová                    |
| 2023 | Glasgow                             | Hannah Roberts                      | Sun Sibei                           | Zhou Huimin                         |
| 2024 | Abu Dhabi                           | Hannah Roberts                      | Sun Sibei                           | Fan Xiaotong                        |

## Medaillenspiegel
| Platz  | Land               | Gold | Silber | Bronze | Gesamt |
| ------ | ------------------ | ---- | ------ | ------ | ------ |
| 1      | Vereinigte Staaten | 7    | 1      | 2      | 10     |
| 2      | China              | 0    | 2      | 2      | 4      |
| 3      | Schweiz            | 0    | 2      | 0      | 2      |
| 4      | Chile              | 0    | 1      | 0      | 1      |
| 4      | Deutschland        | 0    | 1      | 0      | 1      |
| 6      | Großbritannien     | 0    | 0      | 2      | 2      |
| 7      | Tschechien         | 0    | 0      | 1      | 1      |
| Gesamt | Gesamt             | 7    | 7      | 7      | 21     |